# Curtiss O-40 Raven
Curtiss O-40 Raven là một loại máy bay thám sát của Hoa Kỳ trong thập niên 1930, nó chỉ được chế tạo và sử dụng với số lượng nhỏ.

## Biến thể
YO-40
YO-40A
Y1O-40B
O-40B

## Quốc gia sử dụng
Hoa Kỳ
- Quân đoàn Không quân Lục quân Hoa Kỳ

## Tính năng kỹ chiến thuật (O-40B)
Dữ liệu lấy từ Curtiss Aircraft 1907–1947
Đặc tính tổng quát
- Kíp lái: 2
- Chiều dài: 28 ft 10 in (8,79 m)
- Sải cánh: 41 ft 8 in (12,70 m)
- Chiều cao: 10 ft 8 in (3,25 m)
- Diện tích cánh: 266 foot vuông (24,7 m2)
- Trọng lượng rỗng: 3.754 lb (1.703 kg)
- Trọng lượng có tải: 5.180 lb (2.350 kg)
- Động cơ: 1 × Wright R-1820-27 Cyclone , 670 hp (500 kW)

Hiệu suất bay
- Vận tốc cực đại: 187,7 mph (302 km/h; 163 kn)
- Vận tốc hành trình: 160,5 mph (139 kn; 258 km/h)
- Vận tốc tắt ngưỡng: 62 mph (54 kn; 100 km/h)
- Tầm bay: 324 mi (282 nmi; 521 km)
- Trần bay: 23.100 ft (7.041 m)
- Vận tốc lên cao: 1.660 ft/min (8,4 m/s)

Vũ khí trang bị

- Súng: 2× súng máy.30 in